# Wonju
Wonju (hangul 원주시) är en stad i norra Sydkorea. Det är den största staden i provinsen Gangwon. Folkmängden var 357 710 invånare i slutet av 2020. Staden har en flygplats, Wonjus flygplats.

## Administrativ indelning
Centralorten med 274 045 invånare (2020) med en yta av 84,66 kvadratkilometer är indelad i 16 stadsdelar (dong):
Bangokgwanseol-dong,
Bongsan-dong,
Dangu-dong,
Dangye-dong,
Gaeun-dong,
Haenggu-dong,
Hakseong-dong,
Ilsan-dong,
Jungang-dong,
Musil-dong,
Myeongnyun 1-dong,
Myeongnyun 2-dong,
Taejang 1-dong,
Taejang 2-dong,
Usan-dong och
Wonin-dong.
Resten av kommunen har 83 665 invånare (2020) på en yta av 783,58 kvadratkilometer är indelad i en köping (eup) och åtta socknar (myeon):
Buron-myeon,
Gwirae-myeon,
Heungeop-myeon,
Hojeo-myeon,
Jijeong-myeon,
Munmak-eup,
Panbu-myeon,
Sillim-myeon och
Socho-myeon.